# Spizaetus melanoleucus
Spizaetus melanoleucus là một loài chim trong họ Accipitridae.
Loài chim này được tìm thấy trong một phần lớn của vùng nhiệt đới châu Mỹ, từ miền nam Mexico đến miền bắc Argentina.
Thân dài khoảng 20–24 in (50–60 cm) và nặng khoảng 30 oz (850 g). Đầu, cổ và cơ thể có màu trắng; một đỉnh nhỏ tạo thành một điểm đen trên đỉnh đầu, và khu vực xung quanh mắt, đặc biệt đối với mỏ, cũng là màu đen. Đôi cánh có màu đen, đuôi nâu có màu xám đen tối và đầu trắng. Mống mắt màu cam, bàn chân nhợt nhạt với màu vàng sáng với móng vuốt màu đen. Hóa đơn màu đen với da gốc mỏ màu vàng. 